# Paco Delgado
Pour les articles homonymes, voir Delgado.
Paco Delgado, né à Lanzarote, aux îles Canaries (Espagne), est un costumier espagnol.
Paco Delgado a été nommé à deux reprises aux Oscars dans la catégorie « Meilleur costume », à la 85e cérémonie des Oscars pour le film Les Misérables et à la 88e cérémonie pour le film Danish Girl.
Il a également remporté deux Goyas, en 2013 pour Blancanieves et en 2014 pour Les Sorcières de Zugarramurdi.

## Biographie
À la fin des années 1980 il fait des études en création de costumes à l'Institut del Teatre de Catalogne, à Barcelone. En 2004 il est chargé des costumes de La mala educación, film de Pedro Almodóvar.

## Filmographie
- 2000 : Mes chers voisins (La comunidad)
- 2002 : 800 balles (800 balas)
- 2004 : La Mauvaise Éducation
- 2004 : Le Crime farpait (Crimen ferpecto)
- 2005 : Reinas
- 2005 : IX edición de los 'Premios de la música' (TV)
- 2006 : Los aires difíciles (es)
- 2007 : Arritmia (es)
- 2008 : Crimes à Oxford (The Oxford Murders)
- 2008 : Sexy Killer (Sexykiller, morirás por ella)
- 2008 : Plutón BRB Nero (es) (série télévisée)
- 2010 : Una hora más en Canarias (es)
- 2010 : Biutiful
- 2010 : Balada triste (Balada triste de trompeta)
- 2011 : La piel que habito
- 2012 : Blancanieves
- 2012 : Les Misérables
- 2013 : Les Sorcières de Zugarramurdi (Las brujas de Zugarramurdi)
- 2015 : Les 33 (The 33)
- 2015 : Danish Girl
- 2016 : Grimsby : Agent trop spécial
- 2016 : Split
- 2017 : Abracadabra
- 2018 : Un raccourci dans le temps (A Wrinkle in Time)
- 2018 : Al sur de Guernica
- 2018 : The Impossible Suit
- 2019 : Glass
- 2022 : Mort sur le Nil (Death on the Nile)
- 2024 : La Malédiction : L'Origine (The First Omen) d'Arkasha Stevenson
- 2025 : G20 de Patricia Riggen

## Récompenses et distinctions
- 2013 : Prix du cinéma européen au meilleur créateur de costumes pour Blancanieves
- 2013 : Prix Goya des meilleurs costumes pour Blancanieves
- 2014 : Prix Goya des meilleurs costumes pour Les Sorcières de Zugarramurdi
- 2016 : Prix du Costume Designers Guild aux meilleurs costumes d'un film d'époque pourDanish Girl